# Jamie Pollock
Jamie Pollock (Stockton-on-Tees, 16 de março de 1974) é um ex-futebolista e treinador de futebol britânico que atuava como volante.

## Carreira
Em sua carreira, Pollock se destacou com a camisa do Middlesbrough, clube onde iniciou a carreira em 1990. Em 6 temporadas, foram 17 gols em 155 partidas pelo Boro. Saiu do time em 1996 para atuar no Osasuna, tendo uma curta passagem (duas partidas) antes de retornar à Inglaterra no mesmo ano, assinando com o Bolton Wanderers. Com a camisa dos Trotters, Pollock jogou 52 vezes, marcando 5 gols.
Deixou o Bolton em 1998 para defender o Manchester City, onde permaneceria até 2000. Teve ainda passagens modestas por Crystal Palace e Birmingham City (por empréstimo), até anunciar o encerramento prematuro de sua carreira, 15 dias antes de completar 28 anos.

## A sabotagem que lhe rendeu o título de "personalidade mais influente dos últimos 2.000 anos"
Em uma partida entre Manchester City e Queens Park Rangers, pela temporada 1997-98 da segunda divisão, Pollock tentou tirar a bola da área, mas inexplicavelmente cabeceia para o gol, encobrindo o goleiro galês Martyn Margetson. O jogo terminaria em 2 a 2, e o QPR livrou-se do rebaixamento, ao contrário do City, que se tornaria o primeiro campeão de uma competição europeia a cair para a Terceira Divisão inglesa.
Dois anos depois, torcedores do Queens Park Rangers sabotaram uma enquete feita por um site francês, que escolheria o ser humano mais influente dos últimos 2 mil anos. Pollock "ganhou" a pesquisa, deixando Jesus Cristo em segundo lugar. O meia declarou que fora uma "crueldade da torcida do QPR", mas acharia engraçado ao saber do resultado da enquete.

## Carreira de treinador
Em 2003, Pollock estreou como treinador no Spennymoor United, onde permaneceu por 2 temporadas. Entre 2005 e 2007, comandou o Spennymoor Town, equipe que disputa a National League North, equivalente à sexta divisão do futebol inglês.
Após 11 anos longe dos gramados, o ex-volante voltou à ativa como presidente e técnico do Billingham Synthonia, clube da segunda divisão da Northern Football League (nona e décimo níveis do futebol inglês).